# Константиноградовский сельсовет (Амурская область)
Константиногра́довский сельсове́т — упразднённое сельское поселение в Ивановском районе Амурской области.
Административный центр — село Константиноградовка.

## История
16 февраля 2005 года в соответствии с Законом Амурской области № 440-ОЗ муниципальное образование наделено статусом сельского поселения.
Упразднён в январе 2021 года в связи с преобразованием муниципального района в муниципальный округ.

## Население
| 2002 | 2010 | 2011 | 2012 | 2013 | 2014 | 2015 |
| ---- | ---- | ---- | ---- | ---- | ---- | ---- |
| 677  | ↘580 | ↘578 | ↘567 | ↘565 | ↘558 | ↗565 |
| 2016 | 2017 | 2018 |      |      |      |      |
| ↘552 | ↘546 | ↘525 |      |      |      |      |

## Состав сельского поселения
| № | Населённый пункт    | Тип населённого пункта       | Население |
| - | ------------------- | ---------------------------- | --------- |
| 1 | Константиноградовка | село, административный центр | ↘525      |